# Айртон, Уильям Эдвард
Уильям Эдвард Айртон (англ. William Edward Ayrton; 14 сентября 1847 года, Лондон, Великобритания — 8 ноября 1908 года, там же) — английский инженер, физик и электротехник.

## Образование
Эдвард Айртон родился 14 сентября 1847 в Лондоне. Его отцом был  адвокат Эдвард Нугент Айртон (1815-1873).
Эдвард получил образование в высшей школе университетского колледжа, а затем закончил университетский колледж Лондона.

## Карьера
В 1868 году Эдвард отправился в Бенгалию на службу в отдел телеграфа Индии.
В 1868 Государственный секретарь Индии наградил его, финансируя годовое исследование электрической теории и лабораторной техники с сэром Уильямом Томсоном из Университета Глазго.
Затем Эдвард  получил стипендию на обучение в Европе, получил практический опыт работы в телеграфных операциях почтового отделения под руководством Уильяма Генри Приса в Саутгемптоне, а также в компании Telegraph Construction and Maintenance Co в Лондоне.
Также в 1868 году работал помощником индийского телеграфного обслуживания.
В 1872 году Эдвард был избран членом общества инженеров телеграфа.
В 1873 году он был назначен профессором физики и телеграфии в Императорском техническом колледже Токио. По возвращении в Лондон через шесть лет он стал профессором прикладной физики в техническом колледже Финсбури и Гильдии Лондонского технического института.
В 1884 году он был избран профессором электротехники в центральном техническом колледже в Южном Кенсингтоне.
Эдвард был избран членом Лондонского королевского общества и в 1901 году был награжден медалью королевского общества в знак признания его вклада в исследования в области физики и техники.
Во время своей деятельности Эдвард опубликовал большое количество статей по физическим и, в частности, электрическим предметам.

## Личная жизнь
21 декабря 1871 года женился на Матильде Чаплин. В 1874 году у них родилась дочь Эдит. В июле 1883 года Матильда умерла от туберкулеза.
В 1885 году женился на Фен Сара (Герта) Маркс, инженере, математике и изобретателе, первой в истории женщине, получившей медаль Хьюза от Лондонского королевского общества.

## Смерть
Эдвард Айртон умер 8 ноября 1908 года в своем доме на площади Норфолк, Гайд-Парк в Лондоне.